# Boțârcani, Argeș
Boțârcani este un sat ce aparține orașului Topoloveni din județul Argeș, Muntenia, România.